# رمضان حاجی‌مشهدی
رمضان حاجی‌مشهدی (زادهٔ روستای کلاجان قاجار، گرگان -)، وکیل اهل ایران با سابقهٔ وکالت پرونده‌های سیاسی و مطبوعاتی ایران است. وی تحصیل‌کردهٔ رشتهٔ حقوق در دانشگاه تهران است.

## زندگی
رمضان حاجی‌مشهدی در روستای کلاجان قاجار در شهرستان گرگان در استان گلستان به دنیا آمد. او در زمان حکومت پهلوی در سال ۱۳۵۴ به عنوان زندانی سیاسی بازداشت شد و در سال ۱۳۵۷ با انقلاب آزاد شد.
حاجی‌مشهدی در دوران وکالت افراد و سازمان‌هایی چون مجلهٔ آدینه، کنفرانس برلین، پرونده نظرسنجی، روزنامهٔ همبستگی، روزنامهٔ مردم‌سالاری، هفته‌نامه‌های زاگرس و سلیم، نمایندگان مجلس ششم شورای اسلامی، احمد شاملو، ناصر زرافشان، شیرین عبادی، نسرین ستوده، آیدا سرکیسیان، عسگری پاشایی، منیرو روانی‌پور و حسین قاضیان را در کارنامه خود داشته‌است.
او همچنین وکالت پرونده‌های متعدد قتل و پرونده‌های مطبوعاتی، سیاسی و حقوق بشری را به عهده داشته‌است. حاجی‌مشهدی علاوه بر این در پرونده‌های مربوط به شرکت‌های صنعتی و تجاری همچون گروه صنعتی مینو، کفش ملی، الوند، آذرین، کروز، پایا و شرکت‌های متعدد دیگر به عنوان وکیل ایفای نقش کرده‌است.
حاجی‌مشهدی در سال ۱۳۸۷ وکالت دانشجویان آزادی‌خواه و برابری‌طلب را قبول کرد.
حاجی مشهدی پروندهٔ عباس پالیزدار و علی پالیزدار را نیز در پروندهٔ کاری خود دارد که با بروز اختلاف در روش با عباس پالیزدار از وکالت وی استعفا داد؛ با این وجود همچنان در وکالت علی پالیز دار باقی ماند که با دفاع حاجی مشهدی در دادگاه کیفری استان تهران برای موکل رأی برائت حاصل شد.
حاجی‌مشهدی در دورهٔ ششم مجلس شورای اسلامی از نمایندگان اصلاح‌طلب چون غلام‌حیدر ابراهیم بای‌سلامی، رسول مهرپرور و شهربانو امانی دفاع کرد، اما پس از آن فعالیت‌های دفاعی خود را بیشتر بر روی پرونده‌های کارگری، دانشجویی و حقوق بشری معطوف کرده‌است.